# 湘桂柿
湘桂柿（学名：Diospyros xiangguiensis），为柿科柿属下的一个植物种。